# Montlaur (Haute-Garonne)
Montlaur ist eine französische Gemeinde mit 1.791 Einwohnern (Stand: 1. Januar 2022) im Département Haute-Garonne in der Region Okzitanien (vor 2016 Midi-Pyrénées). Sie gehört zum Arrondissement Toulouse und zum Kanton Escalquens. Die Einwohner werden Montlaurains genannt.

## Geographie
Montlaur liegt etwa 14 Kilometer südöstlich von Toulouse in der Landschaft Lauragais. Im Westen wird die Gemeinde vom Fluss Hers begrenzt. Umgeben wird Montlaur von den Nachbargemeinden Belberaud im Norden, Fourquevaux im Nordosten, Baziège im Osten und Südosten, Montgiscard im Süden, Donneville im Südwesten sowie Deyme im Westen.

## Bevölkerungsentwicklung
| Jahr                       | 1962 | 1968 | 1975 | 1982 | 1990 | 1999 | 2006 | 2013 | 2020 |
| Einwohner                  | 363  | 403  | 527  | 646  | 807  | 889  | 1172 | 1187 | 1791 |
| Quellen: Cassini und INSEE |      |      |      |      |      |      |      |      |      |

## Verkehr
Der Haltepunkt Montlaur an der Bahnstrecke Bordeaux–Sète wird im Regionalverkehr mit TER-Zügen bedient.

## Sehenswürdigkeiten
- Kirche Saint-Lautier
- Burg Montlaur, seit 1982 als Monument historique klassifiziert

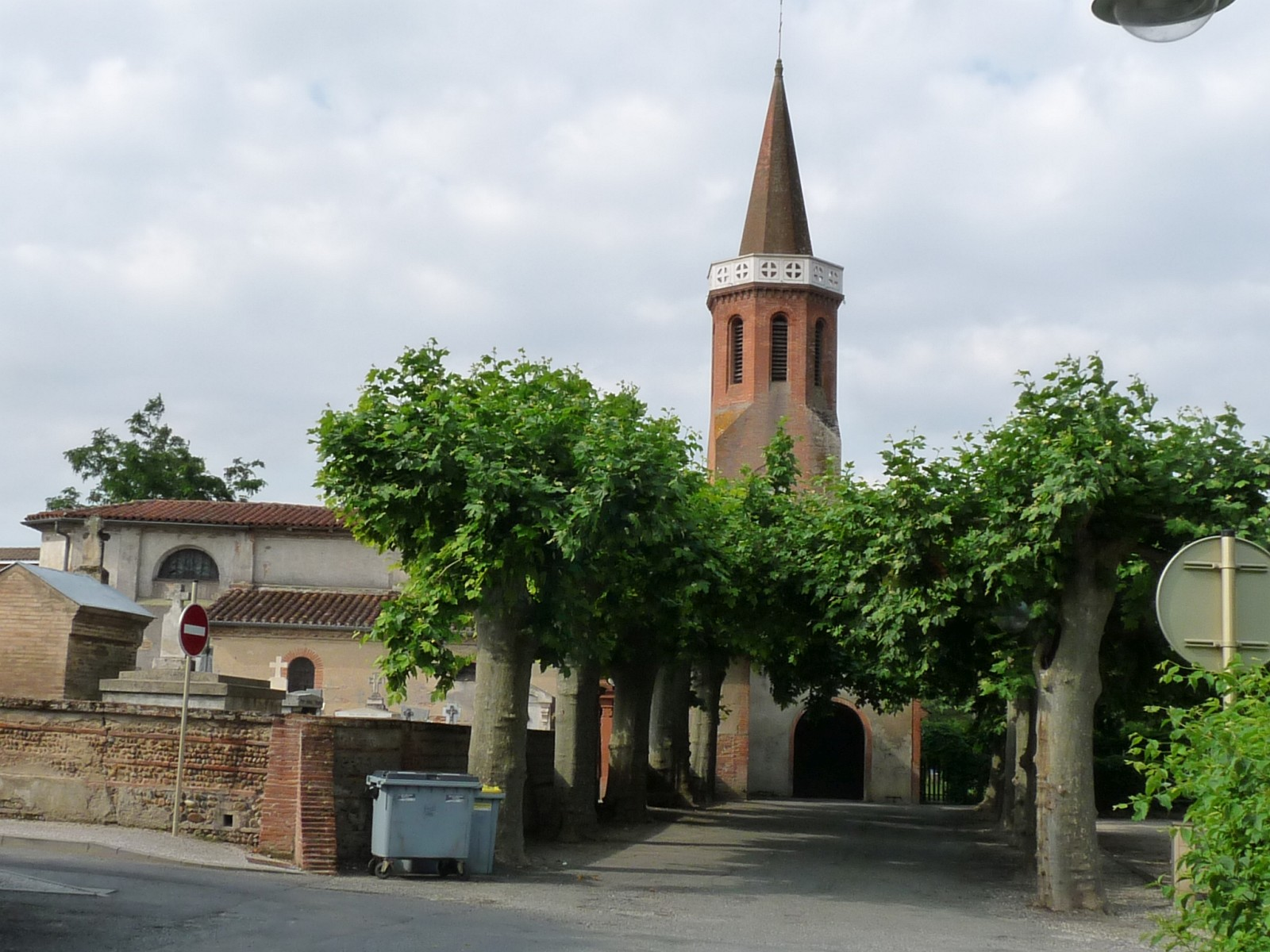
Kirche Saint-Lautier
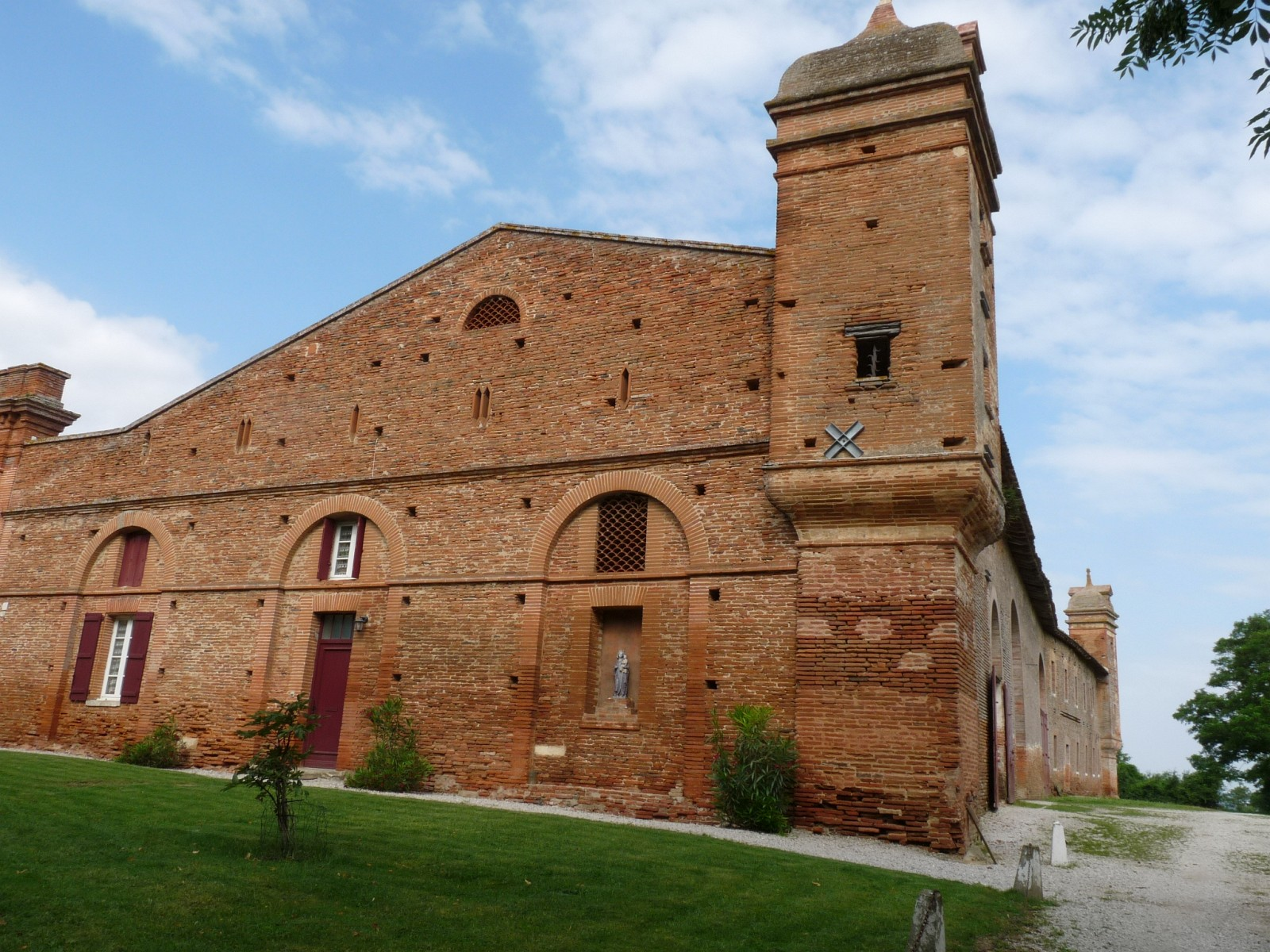
Burg Montlaur
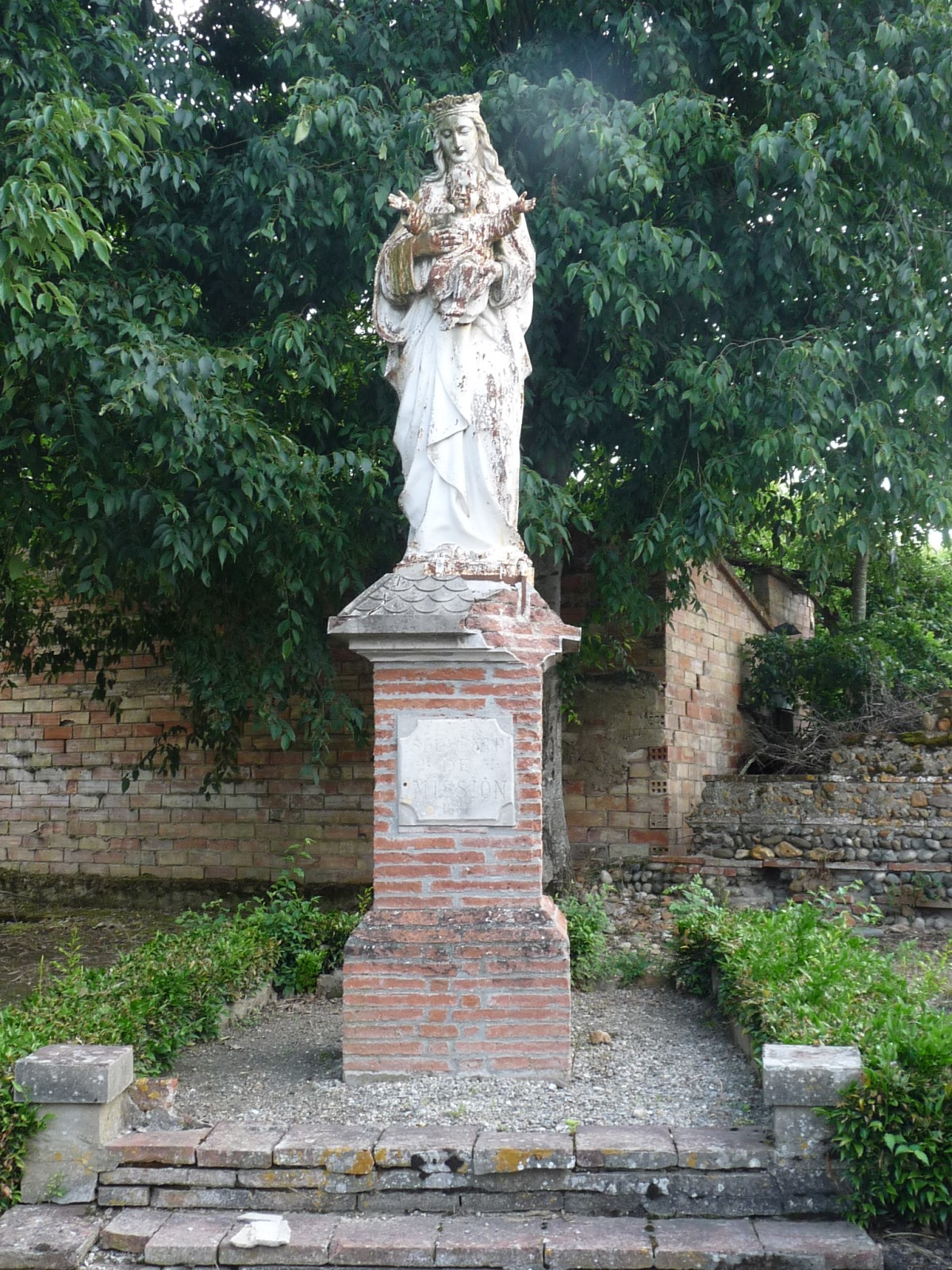
Marienstatue
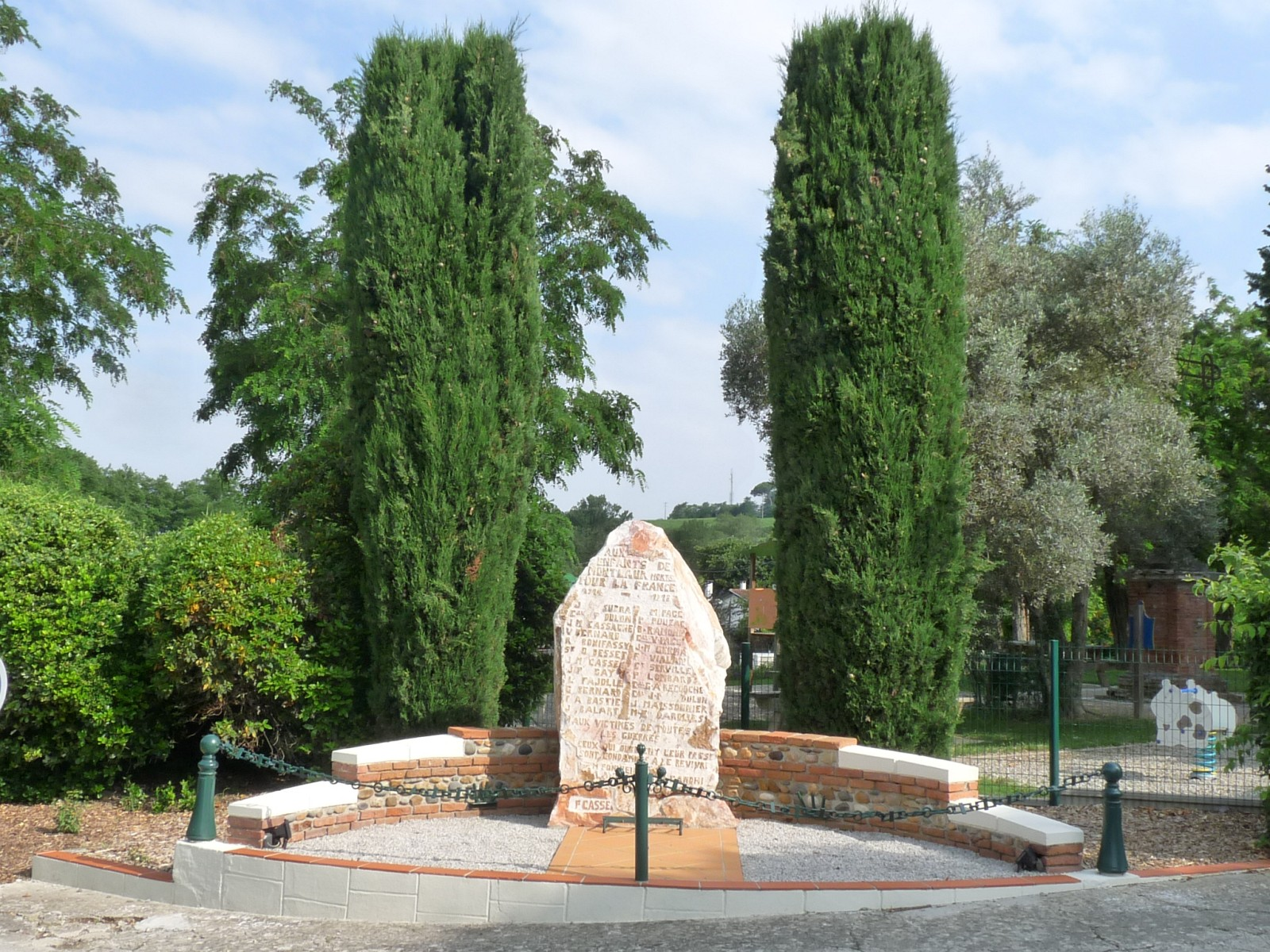
Gefallenendenkmal